# Dina Posada
Dina Posada (El Salvador, 1946) es una de las poetas centroamericanas contemporáneas más reconocidas desde la publicación de Fuego sobre el madero (1996), una colección de poemas que celebra el amor, el erotismo y el cuerpo femenino. Vive en Guatemala desde 1970.
Posada, que tiene ciudadanía salvadoreña y guatemalteca, estudió Periodismo en El Salvador y Psicología en Guatemala, donde reside desde 1970. Trabajó en el diario La Prensa Gráfica de El Salvador de 1965 a 1969, y actualmente colabora con textos literarios en varias publicaciones en Guatemala.
Desde Fuego sobre el madero, la poesía de Posada ha recibido amplia atención de la crítica literaria en América Latina, Estados Unidos y Europa, entre ella su obra Afrodita en el trópico (Scripta Humanistica, 1999). Muchos poemas de Posada fueron traducidos a otros idiomas y pueden encontrarse en variadas antologías locales e internacionales; su trabajo también ha inspirado otros emprendimientos artísticos, como "Novembre Vaca" (Barcelona, 2005) y "Exilio," una exposición mural (Canadá, 2004).

## Obras
Poesía:
- Hilos de la noche (1993)
- Fuego sobre el madero (1996)

Antologías:
- Mujeres en la literatura salvadoreña (El Salvador, 1997)
- Voces Pecado fronteras (Wisconsin, 1999)
- Voces nuevas (Madrid, 2000)
- Mujer, desnudez y palabras (Guatemala, 2002)
- Poesía salvadoreña del siglo XX (Francia, 2002)
- Stigar/Senderos (Suecia, 2003)
- El monte de las delicias (Barcelona, 2004)
- Trilogía poética de las mujeres en Hispanoamérica. Pícaras, místicas y rebeldes (México, 2004)
- Mujer, cuerpo y palabra (Madrid, 2004)
- Jinetes del aire (Ecuador y México, 2005)
- Poetas en blanco y negro. Contemporáneos (Madrid, 2006)
- Al filo del gozo, (México, 2008)
- Poetas por El Salvador, Poema paseo coral (El Salvador-Francia, 2008)